# لنارد کمنا
لنارد کمنا (انگلیسی: Lennard Kämna؛ زادهٔ ۹ سپتامبر ۱۹۹۶) دوچرخه‌سوار اهل آلمان است.
از باشگاه‌هایی که در آن بازی کرده‌است می‌توان به تیم دوچرخه‌سواری اشتاتینگ سرویس گروپ و تیم سانوب اشاره کرد.
وی در مسابقات کشوری و بین‌المللی در مجموع برندهٔ ۴ مدال طلا، ۱ مدال نقره، ۱ مدال برنز شده‌است.